# Брамеи (род)
Брамеи (Brahmaea) — род крупных ночных бабочек из семейства брамей.

## Описание
Крупные бабочки с размахом крыльев 80—130 мм. Крылья широкие с закругленным внешним краем. На переднем крыле жилка M2 отходит чуть ниже вершины R-Cu ячейки крыла, её основание в 3—5 раз ближе к основанию М1, чем к М3. Цветовой фон крыльев от коричневого до чёрного. Рисунок на крыльях представлен концентрическими чередующимися волнистыми светлыми и темными линиями у корня и в дистальной половине крыльев, а также извилистой прикраевой каймой. Усики перистые, с 2 парами выростов на каждом членики у самок выросты значительно короче.
Время лёта: март-апрель. Гусеницы питаются на растениях из семейства маслинные (Oleaceae).

## Ареал
Род объединяет 8 видов, обитающих на территории Азии, Японии, Дальнего Востока. На территории стран СНГ обитает 3 вида, в России — 1 вид — Brahmaea lunulata.

## Виды
- Brahmaea ardjoeno (Kalis, 1934)
- Brahmaea certhia (Fabricius, 1793)
- Brahmaea christophi (Staudinger, 1848)
- Brahmaea hearseyi (White, 1862) (=Brahmophthalma hearseyi)
- Brahmaea japonica (Butler, 1873)
- Brahmaea ledereri (Rogenhofer, 1873)
- Brahmaea litserra H.L. Hao, X.R. Zhang & J.K. Yang, 2002
- Brahmaea lunulata Bremer & Grey, 1853 (=tancrei Austaut, 1896)
- Brahmaea wallichii (Gray, 1831) (=Brahmaea conchifera, =Bombyx wallichii, =Brahmophthalma wallichii)